# Tri-State Big Three
| Tri-State Big Three                      | | |
| Penn State Nittany Lions                 | Pittsburgh Panthers | West Virginia Mountaineers |
| 0Sport 0Création 0Disparition 0Catégorie | 0Football américain 01900 01984 0Universitaire | 0Football américain 01900 01984 0Universitaire |
| 0Lieu(x)                                 | - Beaver Stadium, University Park, Pennsylvanie - Acrisure Stadium, Pittsburgh, Pennsylvanie - Milan Puskar Stadium, Morgantown, Virginie-Occidentale | - Beaver Stadium, University Park, Pennsylvanie - Acrisure Stadium, Pittsburgh, Pennsylvanie - Milan Puskar Stadium, Morgantown, Virginie-Occidentale |

La  Tri-State Big Three aussi surnommé Big Three est une rivalité dans le football américain universitaire opposant les équipes des Nittany Lions de Penn State de l'université d'état de Pennsylvanie basée à University Park, Pennsylvanie, les Panthers de l'université de Pittsburgh basée à Pittsburgh en Pennsylvanie et les Mountaineers de l'université de Virginie-Occidentale basée à Morgantown (Virginie-Occidentale).
Ces dénomination sont antérieures et co-existantes avec le trophée Old Ironsides, lequel a été décerné pour la première fois en 1951. Avant et en même temps que le trophée qui lui est rattaché, le vainqueur de la rivalité triangulaire était appelé « champion du District Big Three »,.
En 1984, le personnel du département des sports de Penn State a informé ses homologues de Pittsburgh et de Virginie-Occidentale que le trophée avait disparu à un moment donné alors qu'il était en possession de Penn State. Les recherches pour le retrouver n'ayant pas abouti, le trophée est depuis considéré comme perdu.
En raison de la fréquence réduite des rencontres entre les universités et de la disparition du trophée, la rivalité triangulaire est depuis largement considérée dans le cadre des rivalités individuelles et plus comme une compétition unifiée entre les trois.

## Histoire

### Ère du Championnat de District (1881–1950)
En 1881, le Pennsylvania State College a joué son premier match universitaire contre Lewisburg (victoire 9 à 0). La Western University of Pennsylvania (WUP) a créé son équipe de football américain en 1890 et la West Virginia University (WVU) en 1891.
Le premier match joué entre l'une des trois équipes a eu lieu le 6 novembre 1893, lorsque Penn State a battu WUP 32 à 0. La rivalité entre les trois écoles s'est rapidement formée alors que Pittsburgh, puis WUP, affrontait régulièrement West Virginia et Penn State, cette dernière ne jouant qu'épisodiquement contre Pittsburgh. Les rencontres entre Penn State et West Virginia sont devenue une rivalité extrêmement vive après les matchs en 1904, 1905, 1906, 1908 et 1909 à State College où WVU a été blanchi à chaque fois. Ils se sont rencontrés à nouveau au Yankee Stadium en 1923 (match nul 13-13).
En 1900, les conditions pour une première rivalité à trois a eu lieu, Western University (WUP) rencontrant Penn State et West Virginia (WVU). WVU a perdu les deux confrontations, ce qui a donné lieu à un premier titre de champion partagé entre Penn State et West Virginia,.
En 1904, le premier tournoi complet a eu lieu, chacune des trois équipes ayant joué contre les deux autres. Western University gagne ses deux matchs et remporte le titre de champion du District, Penn State n'ayant battu que West Virginia. En 1908, la bataille entre les trois universités était considérée comme un championnat qui représentait la suprématie en Pennsylvanie occidentale et en Virginie occidentale. Un article de 1921 du The Pittsburg Press (en)'fait référence à une rivalité triangulaire entre les universités qui se disputent le « titre de section »,. Dans les années 1930, le trio était simplement appelé « the East's Big Three ».
Les universités d'Overtime Pennsylvania, Central Pennsylvania, Western Pennsylvania, Western Virginia et Eastern Ohio étaient également membres du Tri-State District pour le sport universitaire. Pittsburgh (anciennement WUP), Penn State et la Western Virginia en étaient les grosses puissances et le titre de « Big Three » était dès lors synonyme de leur domination sur les équipes universitaires les moins importantes surnommées les Little 15/West Penn Class B,,,.
Les journaux locaux incluaient fréquemment un espace dans la section sportive de leur quotidien qui comprenait les bilans généraux et en face à face des Big Three et des Little 15/West Penn Class B. Les deux groupes étaient également parfois appelés respectivement « Tri-State Big Three Conference » et « West Penn Class B Conference ».
Le Tri-State District incluait également un titre de meilleur marqueur décerné au joueur d'une université du Big Three qui avait inscrit le plus de points au cours  de la saison,,.
Le titre de district ou championnat de district n'a pas été remplacé dès l'apparition du trophée Old Ironsides, même si finalement la bataille pour le trophée est devenu plus médiatique,.

### Ère du trophée Old Ironsides (1951-1984)
Le trophée Old Ironsides a été introduit dans le championnat Big Three en 1951 par la Jeune Chambre de Commerce de Pittsburgh pour être remis au vainqueur du tournoi à trois,.
Lors de son introduction, on pensait qu'il s'agissait du trophée le plus lourd du monde, pesant 150 livres, bien que certaines sources placent le trophée à 200 livres.
Le trophée de 4 pieds de haut se compose d'un prisme triangulaire en acier inoxydable de 3 pieds de haut monté sur une base triangulaire en acier inoxydable d'un pouce d'épaisseur. De chaque côté du trophée se trouve une plaque située au sommet du corps du trophée. Chaque plaque représente l'une des trois écoles telles que leur nom apparaissait au moment de l'introduction du trophée (le Pennsylvania State College est devenu la Pennsylvania State University en 1953).
Des plaques plus petites étaient placées chaque année sous la grande plaque pour marquer les années au cours desquelles l'équipe avait obtenu un résultat partagé ou une victoire pure et simple. Au sommet du pilier se trouve un ballon de football américain « de taille presque réglementaire », vraisemblablement également en acier inoxydable.
Le trophée était traditionnellement décerné à l'entraîneur principal de l'équipe victorieuse (ou à un poste d'entraîneur comme dans le cas de l'entraîneur des quarterbacks de Penn State, Joe Paterno, après la saison 1964), lors du banquet annuel de la Jeune Chambre de Commerce de Pittsburgh ou du banquet de remise des prix Curbstone Coaches, respectivement à l'hôtel Roosevelt ou à l'hôtel Sherwyn,,. L'hôtel Roosevelt a depuis été transformé en un complexe d'appartements de grand standing appelé « The Roosevelt Building » et l'hôtel Sherwyn est maintenant le Lawrence Hall de l'Université de Point Park. Il existe également au moins un exemple de présentation ayant lieu lors du déjeuner hebdomadaire de la Jeune Chambre de Commerce au restaurant Old Vienna.
Au cours de la saison 1952, le trophée est présenté par l'ancien halback de Pittsburgh, Emil Narick, au directeur sportif de l'Université de Pittsburgh, Tom Hamilton. Hamilton était entraîneur principal des Panthers lors de la saison 1951 au cours de laquelle Pittsburgh avait battu Penn State et West Virginia, remportant ainsi la première année de compétition pour l'Old Ironsides. Contrairement aux saisons suivantes, la remise inaugurale du trophée a lieu à la mi-temps du Backyard Brawl de cette saison, avant que les fanfares des universités n'entrent sur le terrain. West Virginia remporte le match 16 à 0.
Depuis sa création, le trophée a suscité peu d'enthousiasme de la part des fans ou des médias. Le trophée est en grande partie une nouveauté et les articles portaient principalement sur sa taille et son poids, et notamment la difficulté de le transporter. Il y avait peu ou pas de couverture médiatique en dehors de la zone des trois États et dix ans après sa première utilisation, on ne se souvenait pas qui en avait eu l'idée. Malgré tout cela, les équipes et les entraîneurs se sont rendus aux cérémonies annuelles de remise des vainqueurs et se sont battus pour la possession du monolithe.
Un article de 1975 paru dans le journal étudiant Daily Collegian de Penn State rapportait que le trophée était resté « dans son emplacement convivial entre les chambres des hommes et des femmes dans le couloir à l'étage du Rec Hall pendant 10 ans. ». Le trophée n'avait pas été mis à jour depuis la saison 1970 et l'article décrivait son mauvais état.

La Jeune Chambre de Commerce de Pittsburgh a parrainé lOld Ironsides lors de son introduction et chaque année où il a été officiellement remis. De plus, les « Jaycees », comme on les appelle, ont également été chargés d'organiser la présentation jusqu'à ce que la cérémonie soit confiée aux Curbstone Coaches,. De la fin de la saison 1981 à la saison 1983, Penn State a conservé le trophée. Lorsque le département d'athlétisme de West Virginia a demandé que le trophée soit remis par Penn State en 1984, une perquisition effectuée dans leur bureau et leur musée s'est avérée infructueuse. Des recherches similaires menées par l'Université de Pittsburgh et l'Université de Virginie occidentale n’ont également pas permis de retrouver le trophée. Depuis lors, il n'y a plus eu de recherche effectuée et son sort reste insconnu.

## Critères d'attribution
Lors des saisons où les trois équipes se sont affrontés contre au moins un des deux autres, l'équipe avec le meilleur bilan en face-à-face a été surnommée la championne. De 1951 à 1984, le trophée Old Ironsides a été décerné au vainqueur du tournoi entre Penn State, Pittsburgh et West Virginie. Dans les cas où il n'y a pas eu de meilleur bilan, le trophée a été conservé par le vainqueur sortant.
Avant l'introduction du trophée, si aucune équipe ne possédait un record nettement supérieur au cours de la saison, aucun champion n'était désigné.

## Palmarès
Le classement des équipes dans les tableaux ci-dessous est celui de l'Associated Press avant la saison 2014 et celui du comité du College Football Playoff depuis 2014.
| Championnat de District | |                    |
| PSU (12) 1901, 1905 1906, 1908 1909, 1919 1939, 1941 1942, 1943 1947, 1950                                                  | PU (24) 1904 1907 1910, 1913 1917, 1920 1921, 1924 1925, 1926 1927, 1929 1930, 1931 1935, 1936 1937, 1938 1940, 1944 1945, 1946 1948, 1949 | WVU (2) 1922, 1928 |
| Trophée Old Ironsides | |                    |
| PSU (21) 1952, 1958 1960, 1961 1962, 1964 1966, 1967 1968, 1969 1970, 1971 1972, 1973 1974, 1975 1977, 1978 1981, 1982 1983 | PU (6) 1951, 1955 1963, 1976 1979, 1980 | WVU (2) 1953, 1984 |

| 33 victoires pour Penn State   | 30 victoires pour Pittsburgh | 4 victoires pour West Virginia | 3 nuls               | Non attribué         |
| Plus longue série de victoires | Penn State (1966–75)         | Penn State (1966–75)           | Penn State (1966–75) | Penn State (1966–75) |

| Saison         | Champion               | Penn State – Pittsburgh | Pittsburgh – West Virginia | West Virginia – Penn State |
| -------------- | ---------------------- | ----------------------- | -------------------------- | -------------------------- |
| 1893           |                        | Penn State 32–0         |                            |                            |
| 1895           |                        |                         | West Virginia 8–0          |                            |
| 1896           |                        | Penn State 10–4         |                            |                            |
| 1898           |                        |                         | West Virginia 5–0          |                            |
| 1900           | Nul                    | Penn State 12–0         | West Virginia 6–5          |                            |
| 1901           | Penn State (1)         | Penn State 37–0         | Pittsburgh 12–0            |                            |
| 1902           | Nul                    | Penn State 27–0         | West Virginia 23–6         |                            |
| 1903           | Nul                    | Penn State 59–0         | West Virginia 24–6         |                            |
| 1904           | Western University (1) | Pittsburgh 22–5         | Pittsburgh 53–0            | Penn State 34–0            |
| 1905           | Penn State (2)         | Penn State 6–0          |                            | Penn State 6–0             |
| 1906           | Penn State (3)         | Penn State 6–0          | Pittsburgh 17–0            | Penn State 11–0            |
| 1907           | Western University (2) | Pittsburgh 6–0          | Pittsburgh 10–0            |                            |
| 1908           | Penn State (4)         | Penn State 12–6         | Pittsburgh 11–0            | Penn State 12–0            |
| 1909           | Penn State (5)         | Penn State 5–0          | Nul 0–0                    | Penn State 40–0            |
| 1910           | Pittsburgh (3)         | Pittsburgh 11–0         | Pittsburgh 38–0            |                            |
| 1911           |                        | Penn State 3–0          |                            |                            |
| 1912           |                        | Penn State 38–0         |                            |                            |
| 1913           | Pittsburgh (4)         | Pittsburgh 7–6          | Pittsburgh 40–0            |                            |
| 1914           |                        | Pittsburgh 13–3         |                            |                            |
| 1915           |                        | Pittsburgh 20–0         |                            |                            |
| 1916           |                        | Pittsburgh 31–0         |                            |                            |
| 1917           | Pittsburgh (5)         | Pittsburgh 28–6         | Pittsburgh 14–9            |                            |
| 1918           |                        | Pittsburgh 28–6         |                            |                            |
| 1919           | Penn State (6)         | Penn State 20–0         | Pittsburgh 26–0            |                            |
| 1920           | Pittsburgh (6)         | Nul 0–0                 | Pittsburgh 34–13           |                            |
| 1921           | Pittsburgh (7)         | Nul 0–0                 | Pittsburgh 21–13           |                            |
| 1922           | West Virginia (1)      | Pittsburgh 14–0         | West Virginia 9–6          |                            |
| 1923           | Nul                    | Pittsburgh 20–3         | West Virginia 13–7         | Nul 13–13                  |
| 1924           | Pittsburgh (8)         | Pittsburgh 24–3         | Pittsburgh 14–7            |                            |
| 1925           | Pittsburgh (9)         | Pittsburgh 23–7         | Pittsburgh 15–7            | West Virginia 14–0         |
| 1926           | Pittsburgh (10)        | Pittsburgh 24–6         | Pittsburgh 17–7            |                            |
| 1927           | Pittsburgh (11)        | Pittsburgh 30–0         | Pittsburgh 40–0            |                            |
| 1928           | West Virginia (2)      | Pittsburgh 26–0         | West Virginia 9–6          |                            |
| 1929           | Pittsburgh (12)        | Pittsburgh 20–7         | Pittsburgh 27–7            |                            |
| 1930           | Pittsburgh (13)        | Pittsburgh 19–12        | Pittsburgh 16–0            |                            |
| 1931           | Pittsburgh (14)        | Pittsburgh 41–6         | Pittsburgh 34–0            | West Virginia 19–0         |
| 1932           |                        |                         | Pittsburgh 40–0            |                            |
| 1933           |                        |                         | Pittsburgh 21–0            |                            |
| 1934           |                        |                         | Pittsburgh 27–6            |                            |
| 1935           | Pittsburgh (15)        | Pittsburgh 9–0          | Pittsburgh 24–6            |                            |
| 1936           | Pittsburgh (16)        | Pittsburgh 34–7         | Pittsburgh 34–0            |                            |
| 1937           | Pittsburgh (17)        | Pittsburgh 28–7         | Pittsburgh 20–0            |                            |
| 1938           | Pittsburgh (18)        | Pittsburgh 26–0         | Pittsburgh 19–0            |                            |
| 1939           | Penn State (7)         | Penn State 10–0         | Pittsburgh 20–0            |                            |
| 1940           | Pittsburgh (19)        | Pittsburgh 20–7         |                            | Penn State 17–13           |
| 1941           | Penn State (8)         | Penn State 31–7         |                            | Penn State 7–0             |
| 1942           | Penn State (9)         | Penn State 14–6         |                            | Penn State 24–0            |
| 1943           | Penn State (10)        | Penn State 14–0         | Pittsburgh 20–0            | Penn State 32–7            |
| 1944           | Pittsburgh (20)        | Pittsburgh 14–0         | Pittsburgh 26–13           | West Virginia 28–27        |
| 1945           | Pittsburgh (21)        | Pittsburgh 7–0          | Pittsburgh 20–0            |                            |
| 1946           | Pittsburgh (22)        | Pittsburgh 14–7         | Pittsburgh 33–7            |                            |
| 1947           | Penn State (11)        | Penn State 29–0         | West Virginia 17–2         | Penn State 21–14           |
| 1948           | Pittsburgh (23)        | Pittsburgh 7–0          | Pittsburgh 16–6            | Penn State 37–7            |
| 1949           | Pittsburgh (24)        | Pittsburgh 19–0         | Pittsburgh 20–7            | Penn State 34–14           |
| 1950           | Penn State (12)        | Penn State 21–20        | Pittsburgh 21–7            | Penn State 27–0            |
| Saison         | Champion               | Penn State – Pittsburgh | Pittsburgh – West Virginia | West Virginia – Penn State |
| Bilan rivalité | Bilan rivalité         | Pittsburgh 29–19–2      | Pittsburgh 33–9–1          | Penn State 13–3–1          |

| Saison        | Vainqueur           | Penn State – Pittsburgh | Pittsburgh – West Virginia | West Virginia – Penn State |
| ------------- | ------------------- | ----------------------- | -------------------------- | -------------------------- |
| 1951          | Pittsburgh (1)      | Pittsburgh 13–7         | Pittsburgh 32–12           | Penn State 13–7            |
| 1952          | Penn State (1)      | Penn State 17–0         | West Virginia 16–0         | Penn State 35–21           |
| 1953          | West Virginia(1)    | Penn State 17–0         | West Virginia 17–7         | West Virginia 20–19        |
| 1954          | Conservé par tenant | Penn State 13–0         | Pittsburgh 13–10           | West Virginia 19–14        |
| 1955          | Pittsburgh (2)      | Pittsburgh 20–0         | Pittsburgh 26–7            | West Virginia 21–7         |
| 1956          | Conservé par tenant | Nul 7–7                 | Pittsburgh 14–13           | Penn State 16–6            |
| 1957          | Conservé par tenant | Pittsburgh 14–13        | West Virginia 7–6          | Penn State 27–6            |
| 1958          | Penn State (2)      | Penn State 25–21        | Pittsburgh 15–8            | Nul 14–14                  |
| 1959          | Conservé par tenant | Pittsburgh 22–7         | West Virginia 23–15        | Penn State 28–10           |
| 1960          | Penn State (3)      | Penn State 14–3         | Pittsburgh 42–0            | Penn State 34–13           |
| 1961          | Penn State (4)      | Penn State 47–26        | West Virginia 20–6         | Penn State 20–6            |
| 1962          | Penn State (5)      | Penn State 16–0         | West Virginia 15–8         | Penn State 34–6            |
| 1963          | Pittsburgh (3)      | Pittsburgh 22–21        | Pittsburgh 13–10           | Penn State 20–9            |
| 1964          | Penn State(6)       | Penn State 28–0         | Pittsburgh 14–0            | Penn State 37–8            |
| 1965          | Conservé par tenant | Pittsburgh 30–27        | West Virginia 63–48        | Penn State 44–6            |
| 1966          | Penn State (7)      | Penn State 48–24        | Pittsburgh 17–14           | Penn State 38–6            |
| 1967          | Penn State (8)      | Penn State 42–6         | West Virginia 15–0         | Penn State 21–14           |
| 1968          | Penn State (9)      | Penn State 65–9         | West Virginia 38–15        | Penn State 31–20           |
| 1969          | Penn State (10)     | Penn State 27–7         | West Virginia 49–18        | Penn State 20–0            |
| 1970          | Penn State (11)     | Penn State 35–15        | Pittsburgh 36–35           | Penn State 42–8            |
| 1971          | Penn State (12)     | Penn State 55–18        | West Virginia 20–9         | Penn State 35–7            |
| 1972          | Penn State (13)     | Penn State 49–27        | West Virginia 38–20        | Penn State 28–19           |
| 1973          | Penn State (14)     | Penn State 35–13        | Pittsburgh 35–7            | Penn State 62–14           |
| 1974          | Penn State (15)     | Penn State 31–10        | Pittsburgh 31–14           | Penn State 21–12           |
| 1975          | Penn State (16)     | Penn State 7–6          | West Virginia 17–14        | Penn State 39–0            |
| 1976          | Pittsburgh (4)      | Pittsburgh 24–7         | Pittsburgh 24–16           | Penn State 33–0            |
| 1977          | Penn State (17)     | Penn State 15–13        | Pittsburgh 44–3            | Penn State 49–28           |
| 1978          | Penn State (18)     | Penn State 17–10        | Pittsburgh 52–7            | Penn State 49–21           |
| 1979          | Pittsburgh (5)      | Pittsburgh 29–14        | Pittsburgh 24–17           | Penn State 31–6            |
| 1980          | Pittsburgh (6)      | Pittsburgh 14–9         | Pittsburgh 41–14           | Penn State 20–15           |
| 1981          | Penn State (19)     | Penn State 48–14        | Pittsburgh 17–0            | Penn State 30–7            |
| 1982          | Penn State (20)     | Penn State 19–10        | Pittsburgh 16–13           | Penn State 24–0            |
| 1983          | Penn State (21)     | Nul 24–24               | West Virginia 24–21        | Penn State 41–23           |
| 1984          | West Virginia (2)   | Pittsburgh 31–11        | West Virginia 28–10        | West Virginia 17–14        |
| Saison        | Trophée             | Penn State – Pittsburgh | Pittsburgh – West Virginia | West Virginia – Penn State |
| Bilan trophée | Bilan trophée       | Penn State 22–10–2      | Pittsburgh 19–15–0         | Penn State 29–4–1          |

### Statistiques par équipe
|                             | Pittsburgh | Penn State | West Virginia |
| --------------------------- | ---------- | ---------- | ------------- |
| Nombre de championnats      | 24         | 12         | 2             |
| Bilan en matchs de rivalité | 62–28–3    | 32–22–3    | 12–46–2       |

|                                         | Pittsburgh | Penn State | West Virginia |
| --------------------------------------- | ---------- | ---------- | ------------- |
| Nombre de trophées                      | 6          | 21         | 2             |
| Nb. de saisons en possession du trophée | 8          | 23         | 3             |
| Bilan en matchs de rivalité             | 29–37–2    | 51–14–3    | 19–48–1       |

## Galerie

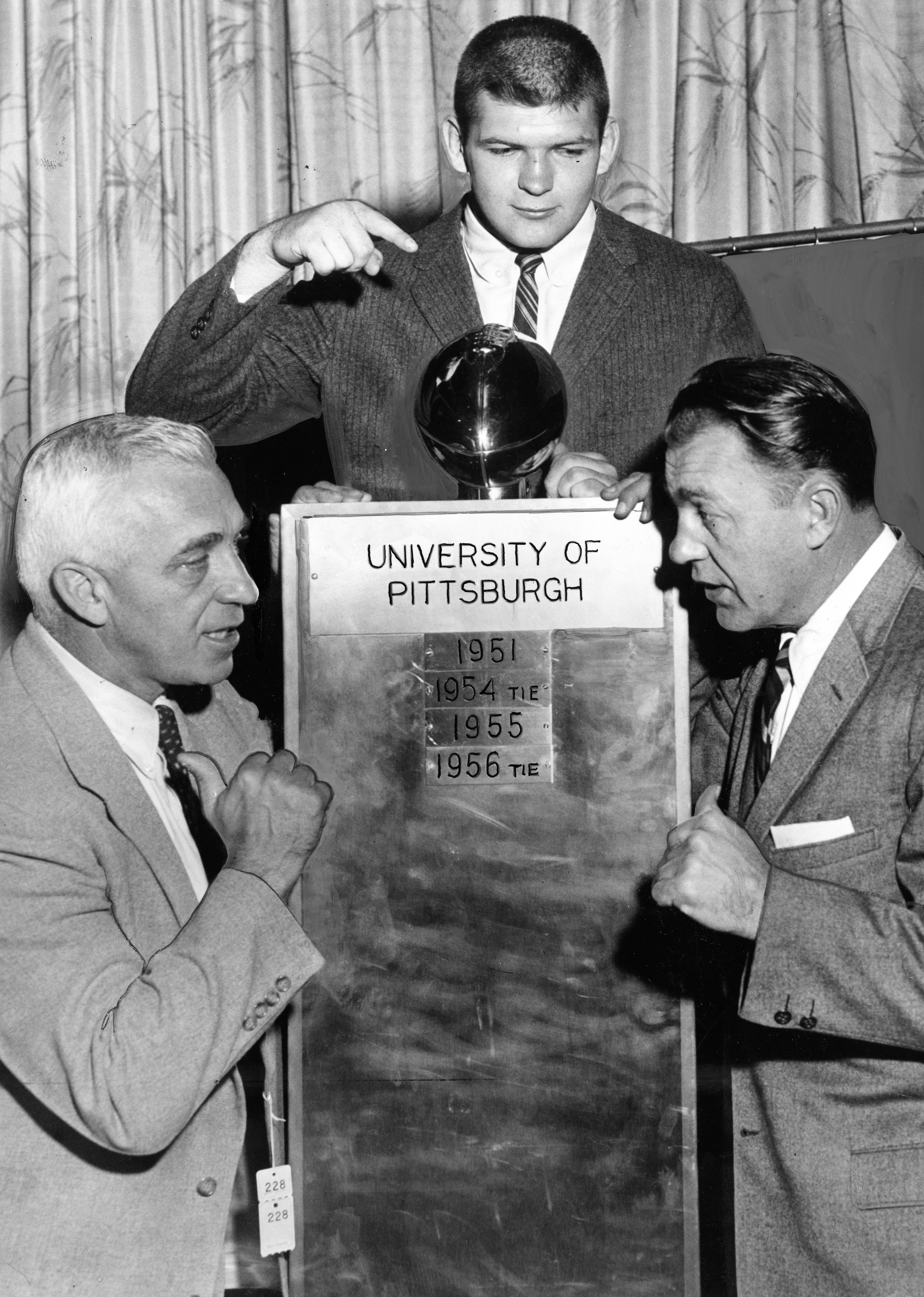
Le trophée Old Ironsides en 1958. De gauche à droite : Rip Engle entraîneur de Penn State , Don Crafton co-capitaine de Pittsburgh et John Michelosen (en) entraîneur de Pittsburgh.
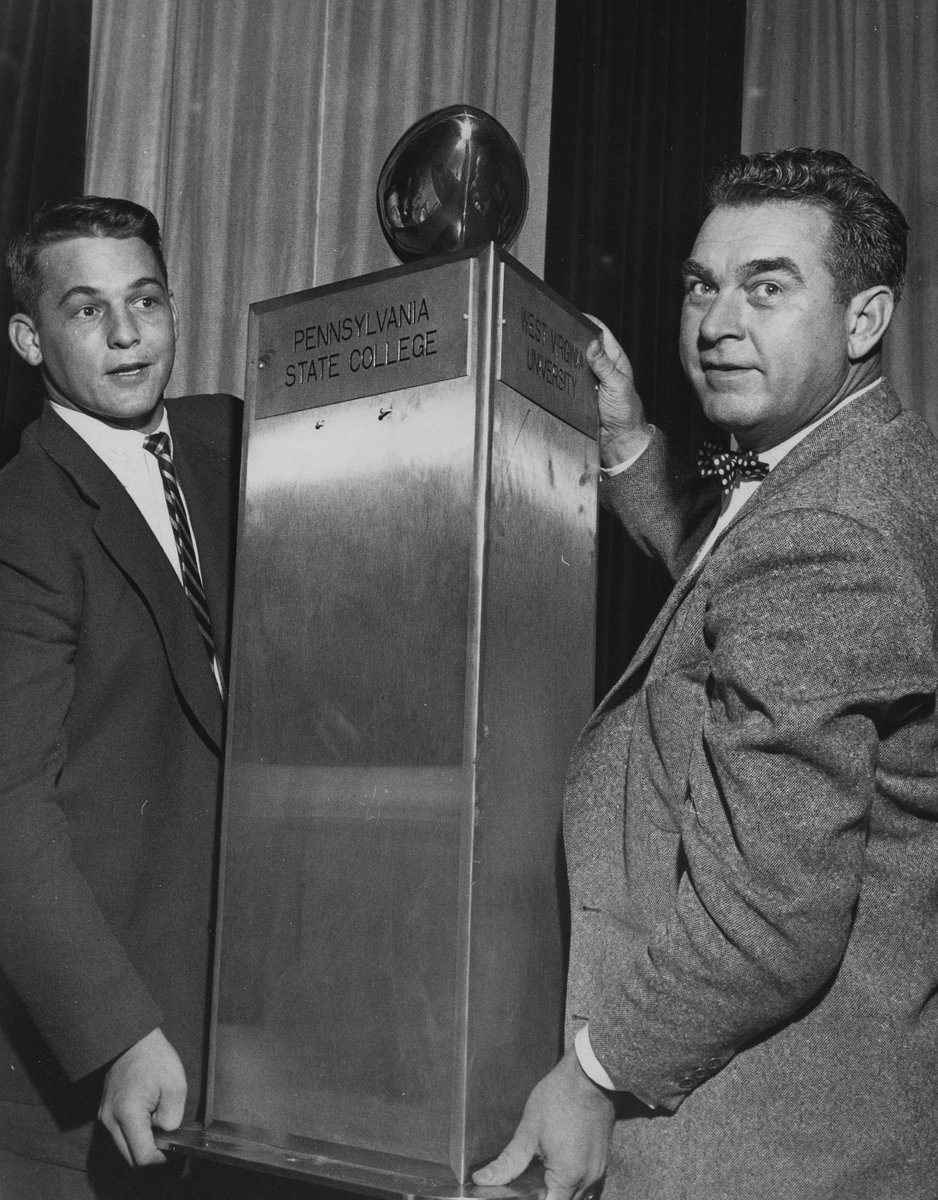
Bob Orders (à gauche) et Art "Poppy" Lewis (à droite) soutenant le trophée en 1953. Le trophée est actuellement perdu.
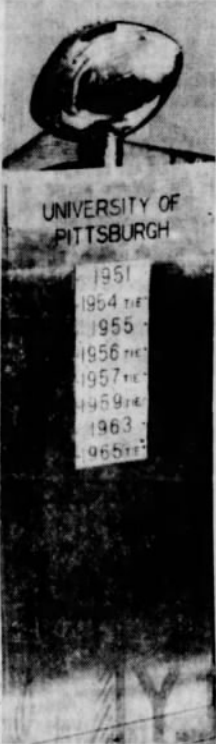
Le trophée en 1966.

## Articles annexes
- Liste des matchs de rivalité en football américain universitaire de la NCAA
- Backyard Brawl (Pittsburgh-West Virginia)
- Rivalité Penn State-Pittsburgh
- Rivalité Penn State-West Virginia